# Kucskarevo
Kucskarevo (macedónul: Кучкарево) település Észak-Macedóniában, az Északkeleti körzetben, Kumanovo községben.

## Népesség
| Lakosok száma | 191  | 222  | 290  | 298  | 160  | 165  | 105  | 80   |
|               | 1948 | 1953 | 1961 | 1971 | 1991 | 1994 | 2002 | 2021 |

- 2002-ben 105 lakosa volt, akik mindannyian macedónok.